# NGC 1955
NGC 1955 je otvoreni skup s emisijskom maglicom u zviježđu Zlatnoj ribi. 

## Vanjske poveznice
- SEDS: NGC 1955